# Palais Alberini
Pour les articles homonymes, voir Alberini.
Le palais Alberini (puis Cicciaporci)  est un palais situé dans le centre historique de Rome, via del Banco di Santo Spirito.
Il est un exemple important de palais civil de la Renaissance, œuvre de Raphaël comme architecte, sous l'influence de Bramante, lors des premières années du XVIe siècle.

## Histoire et description
Il a été construit pour la famille romaine des Alberini ou Ilperini entre 1515 et 1519 sur un projet de Raphaël, bien que Vasari nous dit que selon lui c'était Giulio Romano le concepteur du bâtiment. Le rez-de-chaussée est attribué à Bramante, sans doute en 1512. Il a été achevé en 1521 par Pietro Rosselli (it).
La façade moderne date du XIXe siècle, alors que celle d'origine se trouve sur le perpendiculaire vicolo del Curato. La conception imite le modèle des palais civils florentins et du précédent Palais Caprini (1510) de Bramante. 

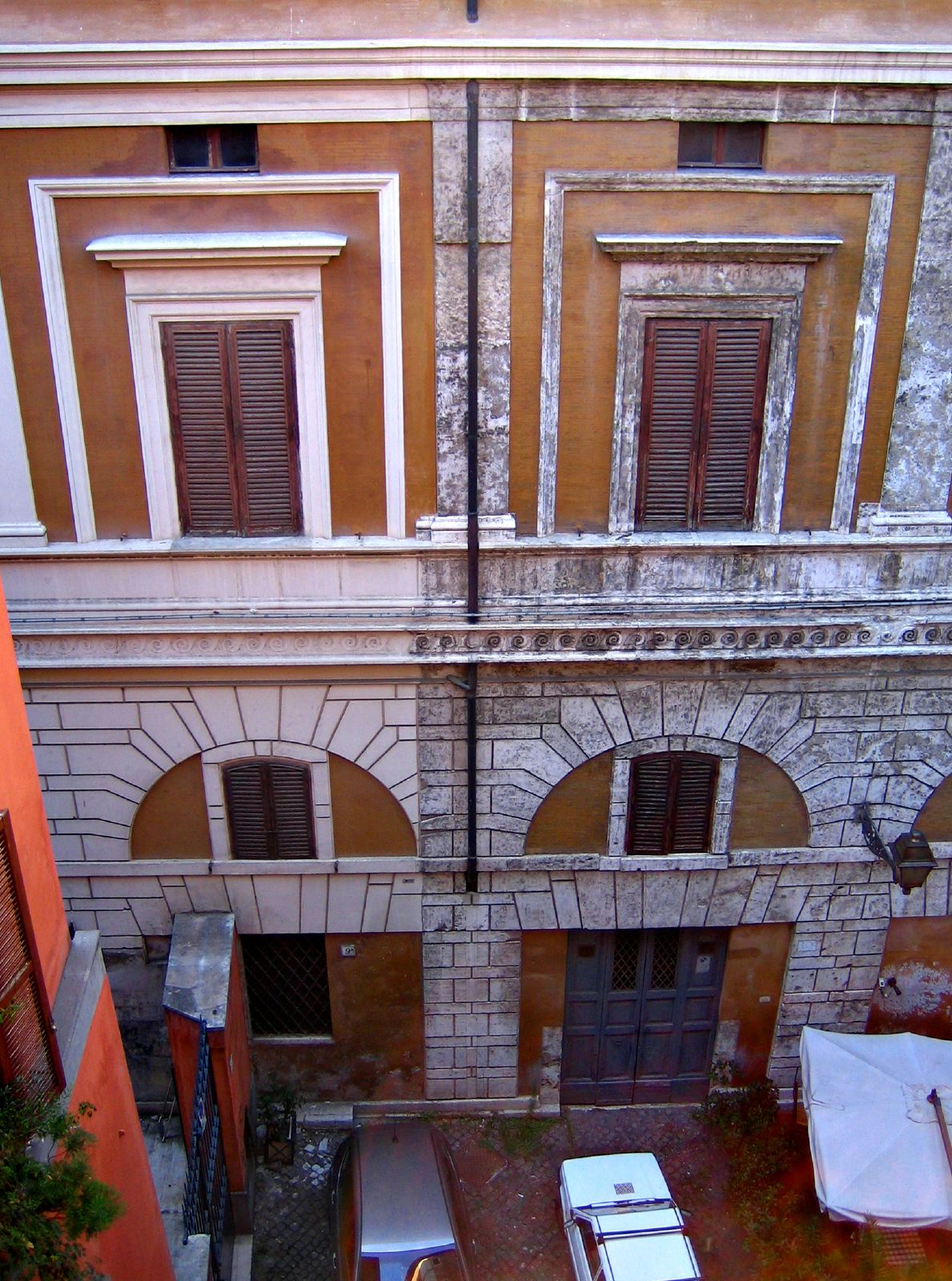
Détails